# مارك بيرش
مارك بيرش (بالإنجليزية: Mark Birch)‏ (5 يناير 1977 في المملكة المتحدة - ) هو لاعب كرة قدم بريطاني في مركز الدفاع. لعب مع ستوك سيتي ونادي ساوثبورت ونادي كارلايل يونايتد ونورثويتش فيكتوريا ونيوكاسل بلوستار ‏ وGretna F.C. ‏.

## وصلات خارجية
- مارك بيرش على موقع قاعدة بيانات كرة القدم.إي يو (الإنجليزية)
- مارك بيرش على موقع Soccerbase.com (لاعب) (الإنجليزية)